# ダブル・ダブル (推理小説)
『ダブル・ダブル』（Double, Double）は、1950年に発表されたエラリイ・クイーンの長編推理小説。
架空の町であるライツヴィルを舞台とする作品の一つ。

## あらすじ
探偵のエラリイは、『十日間の不思議』での失敗によってライツヴィルとの縁は切れたものと思っていた。しかしある日突然、ライツヴィルでこの数箇月間に起こった出来事について書かれた新聞記事の切り抜きが入った、匿名の手紙が届く。それらの記事には、大工場の経営者が心臓病で死亡したこと、その大工場の共同経営者が破産して自殺したこと、そして、エラリイの古い知り合いであり、「町の乞食」と呼ばれているトム・アンダースンが行方不明になったことが書かれていた。
さらに、トム・アンダースンの娘リーマがエラリイを訪ねてくる。リーマは父親の死を確信しており、エラリイに父親の死についての調査を依頼する。元々、他の2人の死にも疑問を感じていたエラリイは依頼を受け、リーマと共にライツヴィルに向かう。
ライツヴィルに着いたエラリイは、リーマを助手として扱うことにし、自身を「チーフ」と呼ばせる。一連の事件によって大工場の経営権を相続し、トム・アンダースンとも関わりのあったドッド博士に疑いの目を向けたエラリイは、犯行の証拠を見つけるためにリーマを博士宅に住み込みで働かせるが、なかなか有力な証拠が得られない。そうこうするうちにリーマはドッド博士の助手ケンと恋に落ち、調査から手を引いてしまった。
そんなある日、ドッド博士宅に「町の泥棒」と呼ばれる男が忍び込み、正当防衛で殺される。ここでエラリイは、「金持、貧乏人、乞食に泥棒、お医者に弁護士、商人、かしら（チーフ）」というマザー・グースの歌詞の順番に事件が起こっていることに気が付く。次の被害者は医者であるドッド博士に違いないと考えたエラリイは博士に警告するが、その甲斐なく博士は自動車事故に見せかけて殺されてしまう。
その後も、歌詞の通りに悲劇は続く。ドッド博士の顧問弁護士がビルの窓から転落死し、火災により仕立て屋の兄弟の一人が死亡、一人が重傷を負う。そして最後に、「チーフ」であるエラリイが銃で撃たれる。たまたま防弾チョッキを着ていたため助かったエラリイは、遂に真相を見破り、犯人の逮捕に向かう。

## 主な登場人物
- リューク・マッケイビー - 「ライツヴィルの隠者」。一文無しの老人と思われていたが、実はペンキ染料工場の共同株主だった。エラリイに彼の死亡記事が載った新聞切り抜きが届く。
- ジョン・スペンサー・ハート - ペンキ染料工場の共同株主で経営者。会社の金を趣味の博打に流用したらしく破産同然だったのを隠していた。ドッド博士から資産公開の請求を受け自殺を遂げる。
- セバスチャン・ドッド博士 - ライツヴィル病院の院長。マッケイビーの主治医で遺産受取人。「ライツヴィルの聖者」の異名をとり尊敬されている。エラリイは彼を犯人のちに次の犠牲者と推理する。
- ケネス（ケン）・ウィンシップ医師 - ドッド博士の共同経営者。ライツヴィルもの第1作『災厄の町』の登場人物（本作では既に死亡）の息子。軍を除隊してドッド博士の援助を受け医師になった青年。
- ヘンリー（ハリー）・トイフェル - マッケイビーの世話を住み込みでしていた同居人。にもかかわらず遺産が貰えなかった。マッケイビー老人、ハート社長、ドッド博士、ホルダーフィールド弁護士の家を渡り歩いた「ライツヴィルの居候」。
- トマス・アンダースン - 「ライツヴィルの呑んだくれ、または乞食」。行方不明になり、警察は殺されたと疑っている。元は学問教養のある教師だった。
- リーマ・アンダースン - トマスの娘。父が建てた森の小屋に暮らし、自然のなかで育った野生児。エラリイに父の失踪調査を依頼する。
- ニコール（ニック）・ジャガード - トマスの飲み友達。「ライツヴィルの泥棒」。
- オティス・ホルダーフィールド - 弁護士。ドッド博士の遺産管理を任され、羽振りが良くなっためかし屋の小男。
- デイヴィッド・ワルドー - 双生児の仕立て屋。ホルダーフィールドの事務所の前に店を構える。
- ジョナサン・ワルドー - 同。兄弟の死に取り乱し、店を畳んでライツヴィルから逃げ出す。
- マルヴィナ・プレンティス - レコード新聞「レコード誌」の女社長。髪を銀色に染め、マニキュアから服や靴まで銀色で統一している。ライツヴィルもの前作『十日間の不思議』のヴァン・ホーン財閥から新聞社を引き継いだ。
- フランシス・オバノン - プレンティスの部下。酒癖の悪いハーバード大卒と称するマルヴィナの腰巾着。
- デイキン - ライツヴィル警察の署長。
- ジープ・ジョーキング - 警官。デイキン署長の部下。
- チャランスキイ - 地方検事。
- エラリイ・クイーン - ライツヴィルを四たび訪れた名探偵。主人公で推理作家。

## 提示される謎
- 見立て殺人（富めるもの 貧しきもの、乞うもの 盗むもの）
- レッド・ヘリング（さり気なく置かれた手がかり）

## 作品の評価
- エラリー・クイーン・ファンクラブ（1980年創立の日本国内のファンクラブ、2024年時点で会員は150名[1]）会員40名の採点による「クイーン長編ランキング」では、本作品は20位となっている[2]。

## 日本語訳書
- 『ダブル・ダブル』 青田勝訳、早川書房、1957年。ハヤカワ・ポケット・ミステリ、1971年
- 『ダブル・ダブル』 青田勝訳、ハヤカワ・ミステリ文庫、1976年 ISBN 978-4150701055
- 『ダブル・ダブル 新訳版』 越前敏弥訳、ハヤカワ・ミステリ文庫、2022年 ISBN 978-4150701550

## 備考
- タイトルの「ダブル」は、作中でエラリイがリーマに「物事には常に表と裏が存在すること」を語っていること、それに伴って随所で「二面性」が登場する[注釈 3]ことに由来する。
- 作者は1930年代に既に本作の構想を立てていたが、マザー・グースの歌詞の順に殺人が起きるというプロットがアガサ・クリスティの『そして誰もいなくなった』（1939年）と同じであったため執筆を中断し、複数のマザー・グースが絡む『靴に棲む老婆』を先に執筆した[3]。
- 作中に僅かではあるが『十日間の不思議』のネタバレがある[注釈 4]。